# Stephen Graham
Stephen Joseph Graham (pronunciado /ˈstiːvən ˈɡɹeɪ.əm/) (Liverpool, 3 de agosto de 1973) es un actor de cine y televisión británico, conocido por su versatilidad interpretativa y su capacidad para interpretar personajes complejos y violentos, así como por su destreza en la reproducción de diversos acentos. Ha desarrollado su carrera como actor tanto en el Reino Unido como en Estados Unidos, combinando actuaciones en películas de cine independiente y comercial, así como ha mantenido una prolífica presencia en series de televisión.
Comenzó su trayectoria como actor en la televisión británica durante los años 1990, antes de participar en los filmes Snatch (2000), dirigida por Guy Ritchie; y Gangs of New York (2002), dirigida por Martin Scorsese. Su interpretación de Combo en la cinta dramática This Is England (2006) le permitió obtener mayor notoriedad y reconocimiento en el ámbito cinematográfico. Posteriormente actuó en producciones estadounidenses de gran presupuesto como Enemigos públicos (2009), la saga de Piratas del Caribe (2011 y 2017), El irlandés (2019) y la trilogía de Venom (2021 y 2024). Por su papel protagónico en Hierve (2021) recibió una candidatura al BAFTA como mejor actor.
A lo largo de su carrera, ha permanecido activo en la televisión británica, participando en series como las adaptaciones televisivas de This Is England (2010, 2011, 2015), Little Boy Blue (2017), Taboo (2017), Line of Duty (2019), Time (2021), Peaky Blinders (2022), Boiling Point (2023) y Bodies (2023). Asimismo, interpretó a Al Capone en la serie estadounidense Boardwalk Empire (2010-2014).

## Primeros años
Graham nació en Kirkby, un pequeño pueblo de la ciudad de Liverpool, Inglaterra, el mayor de cuatro hermanos, y fue criado por su madre, una asistente social, y su padrastro, un mecánico que luego se convirtió en enfermero de pediatría. Durante los primeros diez años de su vida fue criado por su madre. Proviene de una familia de orígenes irlandeses y escoceses; además por el lado paterno, su abuelo era jamaicano y su abuela sueca.
De niño desarrolló su habilidad para los acentos, imitando las voces de personalidades como Margaret Thatcher e Idi Amin. Comenzó a asistir a clases de teatro después de que el actor liverpuliano Drew Schofield lo viera actuar como Jim Hawkins en una obra de La isla del tesoro durante el primer ciclo escolar en la Overdale Junior School cuando Graham tenía diez años de edad. Aunque el orientador laboral de su escuela le sigirió que se olvidara de la actuación y aprendiera un oficio, su padrastro incentivó su desarrollo como actor mostrándole cintas como Taxi Driver, El padrino y The Deer Hunter. A los catorce años de edad, aconsejado por Schofield, Graham empezó a entrenarse como actor en el teatro Everyman de Liverpool y se unió al Knowsley Youth Choir; en ese entonces se dio cuenta de que quería dedicarse a la actuación. Una directora de casting lo vio actuar en el Everyman y lo invitó a asistir a una audición para la serie de televisión infantil Children's Ward, escrita por Paul Abbott; con alrededor de dieciséis años edad, ese fue el trabajo por el que recibió su primer sueldo como actor. Más tarde ingresó al National Youth Music Theatre, viajando a las audiciones hasta Londres acompañado por su madre, Mary. Sin embargo, sus inicios como intérprete se vieron interrumpidos cuando, siendo todavía un adolescente, fue expulsado de la escuela de arte dramático Rose Bruford College y posteriormente decidió ser bombero. En Londres llegó a trabajar durante dos semanas en la cadena de comida rápida T.G.I. Friday's, de donde fue despedido.

## Carrera

### Inicios en la actuación ySnatch
El mismo día que iba a tener una reunión con el departamento de bomberos y tras haber pasado todas las pruebas, su representante lo llamó para comunicarle que le había conseguido una prueba de casting para la serie de televisión Coronation Street. Anteriormente había participado en otras series británicas como The Bill y Heartbeat. Su trabajo bajo la dirección de Guy Ritchie comenzó con el cortometraje de veinte minutos The Hard Case (1995) después de que fuera al casting en Londres solo para acompañar a un amigo.
Graham impresionó a Ritchie con su habilidad para reproducir acentos. Tras una charla e improvisar el personaje, el director lo confirmó para el papel en el corto. Años más tarde, cuando Graham se enteró de que Ritchie estaba realizando la comedia criminal Snatch, el actor le insistió a su representante para que le consiguiera una prueba de casting en la película, pero Ritchie solo estaba considerando actores cockney. De todas forma, Graham asistió al casting haciéndose pasar por cockney, pero no logró engañar al director que lo recordaba de su anterior papel. Graham leyó el guion y ese día consiguió el rol. Snatch se estrenó en el año 2000 y Graham interpretó un rol cómico como Tommy, mano derecha de promotor de boxeo Turkish (Jason Statham), y compartió escenas con Brad Pitt. Esta fue una de sus primeras muestras de su habilidad para reproducir acentos, adoptando un acento cockney en lugar de su acento nativo scouse. Su participación en Snatch ayudó a impulsar su carrera y conseguir un nuevo representante que le posibilitó acceder a más variadas oportunidades como actor. Muestra de ellos fue su intervención en dos episodios de la miniserie bélica estadounidense Band of Brothers (2001).

### Colaboración con Martin Scorsese y el reconocimiento de la crítica
A continuación conoció a la directora de casting Ellen Lewis en Londres, quien envió una cinta con su actuación de prueba a Martin Scorsese, que iba a filmar Gangs of New York (2002). Un par de semanas después, Lewis le informó que había sido seleccionado para el papel y debía viajar a Roma para comenzar el rodaje, sin necesidad de otra prueba de casting. Graham hizo el papel de Shang, uno de los integrantes de la pandilla liderada por Amsterdam Vallon (Leonardo DiCaprio); la cicatriz en la cara de su personaje fue idea del actor para dar a entender sus antecedentes como ladrón y también solicitó tener un terrier como guiño a Bill Sykes, principal antagonista de Oliver Twist. En el set de filmación de Gangs of New York el actor era apodado «Little Joe Pesci» (Pequeño Joe Pesci), y el propio Scorsese le dijo: «Eres como mi Joe Pesci británico». Describió ese momento de su carrera como «la cresta de la ola» y sobre su trabajo con el reconocido cineasta declaró: «Trabajar con alguien como Scorsese es una experiencia increíble en sí misma. Tuve solo un pequeño personaje pero él [Scorsese] me permitió crear un montón».
Mientras la popularidad de la banda de rock inglesa Arctic Monkeys estaba en ascenso, Graham fue contactado para protagonizar con Lauren Socha el videoclip de «When the Sun Goes Down», lanzado a finales de 2005. Ambos actores también protagonizaron un cortometraje basado en el videoclip anterior titulado Scummy Man, editado en DVD en abril de 2006. Más tarde protagonizó otro video musical de Arctic Monkeys, «Fluorescent Adolescent», donde lidera un grupo de payasos violentos. Su carrera estuvo marcada por su actuación en la película This Is England (2006), donde hizo el papel de Combo, un violento skinhead que acaba de salir de prisión. Hasta ese momento el actor había evitado roles de liverpuliano. «Es una de esas personas que han sido maltratadas por el sistema y ese sistema se ha olvidado inmediatamente de él», afirmó sobre su personaje. La actuación de Graham en This Is England le valió el reconocimiento de la crítica cinematográfica, además de recibir una candidatura a los British Independent Film Awards como mejor actor de reparto. A pesar del éxito de This Is England, Graham tuvo dificultades para conseguir trabajo y estuvo ocho meses alejado de la actuación, periodo que superó gracias al apoyo de su familia y amigos. Posteriormente, repitió el papel de Combo en las adaptaciones televisivas This Is England '86 (2010), This Is England '88 (2011) y This Is England '90 (2015); tanto el filme como la serie se volvieron un fenómeno de culto. Tras su paso por This Is England, Graham consideró Combo su mejor trabajo hasta ese momento.

### Consolidación en Hollywood y la televisión estadounidense
Graham, que se había mantenido en contacto con Leonardo DiCaprio desde Gangs of New York, fue recomendado por este al director Michael Mann que planeaba realizar Enemigos públicos (2009), una cinta sobre la historia real de John Dillinger ambientada en la Gran Depresión durante los años 1930. Para convencer a Mann de que lo seleccionara para dar vida al asaltante de bancos Baby Face Nelson, Graham le envió una grabación realizada en su casa utilizando un pequeño palo de golf de juguete como si fuese una ametralladora. Enemigos públicos fue protagonizada por Johnny Depp y Christian Bale, el primero declaró que Graham era «uno de [sus] actores favoritos de todos los tiempos» y expresó sus deseos de volver a trabajar con él. Ese año también tuvo un papel como el futbolista escocés Billy Bremner en The Damned United, un drama deportivo sobre la vida del entrenador Brian Clough.
Su suerte cambió en 2009 cuando fue seleccionado por Martin Scorsese para formar parte de la serie dramática Boardwalk Empire de HBO, producida por Scorsese y escrita por Terence Winter (guionista de Los Soprano). Casi una década atrás, durante la filmación de Gangs of New York, Scorsese le había prometido a Graham otro papel en el futuro. Finalmente, recibió una llamada de Scorsese para interpretar a un joven Al Capone durante la ley seca en los Estados Unidos. El actor reconoció haber quedado «totalmente en shock» después de recibir la llamada de Scorsese. Winter, el creador, quería que Graham desarrollara su propia versión del famoso gangster. Estudió libros y documentales sobre la década de ambientación de la serie y al mismo tiempo analizó su pasado familiar para crear un personaje tridimensional y no simplemente un villano: «Quería personificar al personaje de forma no antes vista», comentó Graham, «porque todos conocemos la figura icónica, y eso es en lo que se transformó, pero nunca hemos visto realmente sus comienzos». Trabajó en el rodaje durante seis meses con un reparto encabezado por Steve Buscemi, Michael Pitt y Kelly Macdonald. La primera temporada de la serie se estrenó en 2010 y Graham interpretó a Capone en las cuatro temporadas producidas en total. Paralelamente, participó en otras series de televisión británicas como Accused, Good Cop y Parade's End.
Su carrera en el cine británico continuó con un papel de reparto en Tinker Tailor Soldier Spy (2011), protagonizada por Gary Oldman, y como coprotagonista en el thriller Blood (2012), con Paul Bettany. Alejándose momentáneamente de sus personajes dramáticos, volvió a trabajar con Johnny Depp, pero esta vez en un rol cómico, en la cuarta entrega de la saga Piratas del Caribe, interpretando a Scrum, un maquiavélico pirata descrito por Graham como un «agradable granuja cockney». Inicialmente, pensó en darle a su personaje un fuerte acento de la zona de Liverpool, pero desechó la idea porque la audiencia estadounidense podría no entenderlo bien. Mientras tanto continuó actuando en la televisión, coprotagonizando en el drama de espionaje The Secret Agent, una serie de tres partes basada en la novela El agente secreto de Joseph Conrad, en la cual Graham interpretó al inspector Heat. El periódico The Daily Telegraph describió The Secret Agent como «uno de los dramas más desalentadores, sombríos y perturbadores» de ese año. En 2017 apareció en la siguiente entrega de Piratas del Caribe, encarnando nuevamente a Scrum. 

### Diversificación de papeles en ambos continientes
Volvió a Liverpool, su ciudad natal, para protagonizar la miniserie dramática basada en hechos reales Little Boy Blue, donde interpretó a un detective encargado de investigar el asesinato de un niño de once años. El actor describió su trabajo en la serie como «una experiencia increíble». Además actuó en la serie Taboo, creada por Steven Knight, Tom Hardy y Edward «Chips» Hardy, ambientada en el Londres de 1814, donde Graham hace de Atticus, un criminal informante que trabaja para el personaje de Hardy. Posteriormente actuó en la miniserie de fantasía basada en el libro de Charles Dickens A Christmas Carol (2019) y en la serie Line of Duty (2019) como el criminal John Corbett, descrito como uno de los personajes más violentos y peligrosos que la serie haya tenido y cuya participación fue bien recibida por el público.
Martin Scorsese lo seleccionó para el rol del mafioso Tony Provenzano en El irlandés (2019), donde tuvo la posibilidad de actuar con Al Pacino, a quién llegó a sorprender con su improvisación en algunas escenas. Al mismo tiempo, Tom Hanks convenció a los ejecutivos de la producción de Greyhound (2020) para incluirlo en su próxima película como actor y guionista. Paralelamente, no dejó actuar en la televisión británica, con papeles en el drama carcelario Time (2021), coprotagonizado con Sean Bean; la miniserie La sangre helada (2021), donde interpreta al capitán de un barco ballenero en una expedición al Polo Norte en el siglo xix; y como protagonista de la serie Code 404 (2020) y el telefilme Help (2021). Más tarde recibió elogios por su papel protagónico en el drama Hierve (2021), la primera cinta británica rodada en plano secuencia. Interpretando al chef principal de un concurrido restaurante de Londres, Graham describió su experiencia en el set de Hierve como «la variedad de emociones más estimulante» de su carrera en el cine. En una reseña la revista Variety afirmó: «Absolutamente convincente como un jefe de cocina sobrecargado cuyos cambios de humor y ataques de nervios nunca se convierten en un espectáculo actoral al estilo de Gordon Ramsay, Graham evidentemente disfruta de hacer un poco habitual protagonista en la pantalla grande digno de su talento». Este trabajo le valió por primera vez una candidatura a los premios BAFTA al mejor actor. En 2022, apareció en la sexta y última temporada de la serie de gánsteres Peaky Blinders.
Su papel protagónico en Hierve y su participación en Matilda, de Roald Dahl: el musical (2022) potenciaron su popularidad. Del mismo modo que actuó en la cinta de superhéroes Venom: Let There Be Carnage (2021) a pedido de su hijo, aceptó el papel en Matilda porque su hija es seguidora del musical en que se basa la película. Graham interpretó a Harry Wormwood, el padre de Matilda, y su actuación incluyó el canto. El éxito de Hierve impulsó la creación de una serie de cuatro episodios estrenada en octubre de 2023 a través de BBC One. El actor repitió su rol como Andy en una trama desarrollada alrededor de seis meses después del final de la película. Tras su estreno, algunos televidentes calificaron al primer episodio de la serie como «muy estresante» y, del mismo modo, Joel Golby de The Guardian percibió la serie como «enormemente estresante». El mismo año se estrenó la miniserie de ciencia ficción y suspenso Bodies, sobre cuatro detectives que investigan el mismo asesinato en cuatro años diferentes: 1890, 1941, 2023 y 2053. La serie se transmitió por Netflix y Graham interpretó a Elias Mannix, un líder político relacionado con los cuatro casos. En 2024, volvió a la gran pantalla como parte del reparto de Venom: El último baile y el drama biográfico dirigido por Johnny Depp Modigliani, tres días en Montparnasse, con Riccardo Scamarcio y Al Pacino, donde interpretó al pintor polaco Léopold Zborowski.

## Imagen
El periódico The Times escribió en 2021 que Graham «ahora se acerca al estatus de icono» e hizo alusión a sus actuaciones en Line of Duty y Time. La publicación añadió que «incluso con el silencio evoca el miedo, el dolor, el terror o la violencia». La edición británica de la revista GQ lo catalogó como «uno de nuestros mejores actores» y Far Out como «uno de los mejores actores británicos de su generación» por sus papeles en This is England, Gangs of New York, Boardwalk Empire, Hierve y El irlandés. Su trabajo también fue elogiado públicamente por algunos de sus colegas, incluyendo a Johnny Depp y Eddie Marsan, quienes se refirieron a él como uno de los mejores actores de su generación.
Es notable la habilidad de Graham para reproducir diferentes acentos británicos y estadounidenses. No obstante, originalmente tiene un fuerte acento de Liverpool, al punto que durante la filmación de El irlandés, Joe Pesci le pidió que hablara con el acento de su personaje. Además, en su primer encuentro, Pesci se mostró escéptico al conocer que Graham era británico, y no estadounidense de origen italiano como el personaje. Pesci le dijo que «quería su papel» y que se asegurara de hacer un buen trabajo, lo que corroboró más tarde. Martin Scorsese, que trabajó con él en tres ocasiones, lo llamó su «Joe Pesci británico».
Según The Daily Telegraph «es difícil pensar en otro actor tan modesto como Graham» y explicó que «es ‘extremadamente selectivo’ con respecto a los papeles que interpreta, rechazando el dinero de Hollywood si un papel se siente sin sentido». Para el sitio Screen Rant es «uno de los actores más discretos de Gran Bretaña» y destacó su «habilidad para interpretar personajes aterradores, intensos y casi impredecibles en numerosas ocasiones». La Royal Television Society lo calificó como «uno de los actores más versátiles de Gran Bretaña» y el periódico The Guardian como «uno de nuestros mejores y más versátiles actores».

## Vida privada
Graham conoció a la actriz Hannah Walters en 1993, cuando ambos tenían diecinueve años de edad, en Londres mientras estudiaban actuación. Después de vivir juntos finalmente se casaron en el año 2008. Viven en Leicestershire y tienen dos hijos, Grace y Alfie. Graham tiene dislexia, lo que le ha traído dificultades para leer los guiones; a menudo su esposa lo ayuda a seleccionar sus guiones: «Ella los lee primero y si son buenos entonces yo les echo un vistazo», afirmó el actor. Es fanático del Liverpool Football Club.
Grahan fue nombrado Oficial de la Orden del Imperio Británico (OBE) en 2023 por sus contribuciones a la actuación y dedicó este honor a su madre, fallecida en diciembre de 2022.

## Filmografía

### Películas
- Dancin' Thru the Dark (1990) - Football Kid
- Downtime (1997) - Jacko
- Joint Venture (cortometraje, 1998) - Ace
- Brothers and Sisters (1998) - Andrew
- Snatch (2000) - Tommy
- Blow Dry (2001) - Fotógrafo
- The Last Minute (2001) - DJ Banana
- Revengers Tragedy (2002) - 2.º Oficial
- Gangs of New York (2002) - Shang
- The I Inside (2003) - Travis
- American Cousins (2003) - Henry
- Satan's Little Helper (2004) - Alex Martin
- Top Buzzer (2004) - Lee
- Pit Fighter (2005) - Harry
- Goal! (2005) - Des
- Scummy Man (cortometraje, 2006) - George
- This Is England (2006) - Andrew «Combo» Gascoigne
- The Good Night (2007) - Victor
- Drawing Dead (2008) - Scott
- Filth and Wisdom (2008) - Harry Beechman
- The Crew (2008) - Franner
- Inkheart (2008) - Fulvio
- The Devil's Wedding (cortometraje, 2009) - The Hotelier
- Awaydays (2009) - John Godden
- Doghouse (2009) - Vince
- The Damned United (2009) - Billy Bremner
- Enemigos públicos (2009) - Baby Face Nelson
- London Boulevard (2010) - Danny
- Season of the Witch (2011) - Hagamar
- Pirates of the Caribbean: On Stranger Tides (2011) - Scrum
- Tinker Tailor Soldier Spy (2011) - Jerry Westerby
- Texas Killing Fields (2011) - Rhino
- Lapland (telefilm, 2011) - Pete Lewis
- Best Laid Plans (2011) - Danny
- Blood (2012) - Chrissie Fairburn
- Orthodox (cortometraje, 2012) - Benjamin
- Social Nightmare (telefilm, 2013) - Officer #1
- Hyena (2014) - David Knight
- Get Santa (2014) - Rhino
- The Driver (cortometraje, 2015) - Eddie Killen
- A Patch of Fog (2015) - Robert
- Orthodox (2015) - Benjamin
- The Watchman (telefilm, 2016) - Carl
- Being Keegan (cortometraje, 2017) - Jay
- Piratas del Caribe: La venganza de Salazar (2017) - Scrum
- Film Stars Don't Die in Liverpool (2017) - Joe Turner, Jr.
- Journey's End (2017) - Trotter
- Funny Cow (2017) - Mike
- The Man with the Iron Heart (2017) - Heinrich Himmler
- Yardie (2018) - Rico
- Walk Like a Panther (2018) - Mark Bolton
- Take Rabbit (cortometraje, 2018) - Cabbage / Guard 1
- Hunted: Outbreak (cortometraje, 2018) - Frankie
- Gaslighting (cortometraje, 2019) - Terry
- Rocketman (2019) - Dick James
- El irlandés (2019) - Anthony Provenzano
- Greyhound (2020) - Charlie Cole
- Hierve (2021) - Andy Jones
- Venom: Let There Be Carnage (2021) - Detective Mulligan
- Help (telefilm, 2021) - Tony
- Matilda, de Roald Dahl: el musical (2022) - Harry Wormwood
- Young Woman and the Sea (2024) - Bill Burgess[77]
- Buffalo Kids (2024) - Uncle Niall (voz)
- Blitz (2024) - Albert
- Modigliani, tres días en Montparnasse (2024) - Léopold Zborowski
- Venom: El último baile (2024) - Detective Mulligan

### Series de televisión
- Devil's Food (1996) - WPKV News Director
- The Lakes (1997) - Graham
- Coronation Street (1999) - Lee Sankey
- Forgive and Forget (2000) - John
- Band of Brothers (2001) - Sargento Myron «Mike» Ranney
- Flesh and Blood (2002) - Eddie
- Without You (2003) - Billy
- Last Rights (2005) - Steve
- Occupation (2009) - Danny Ferguson
- This Is England '86 (2010) - Combo
- This Is England '88 (2011) - Combo
- Walk Like a Panther (2011) - Mark Bolton
- Accused (2012) - Tony
- Parade's End (2012) - Vincent Macmaster
- Good Cop (2012) - Noel Finch
- Playhouse Presents (2013) - Len
- Boardwalk Empire (2010-2014) - Al Capone
- This Is England '90 (2015) - Combo
- The Secret Agent (2016) - Inspector Heat
- Taboo (2017) - Atticus
- Decline and Fall (2017) - Philbrick
- Little Boy Blue (2017) - Det. Sup. Dave Kelly
- Action Team (2018) - Gavril
- Save Me (2018, 2020) - Melon
- Line of Duty (2019) - John Corbett
- The Virtues (2019) - Joseph
- A Christmas Carol (2019) - Jacob Marley
- White House Farm (2020) - DCI Thomas «Taff» Jones
- Code 404 (2020-2022) - DI Roy Carver
- Time (2021) - Eric McNally
- The North Water (2021) - Captain Brownlee
- Peaky Blinders (2022) - Hayden Stagg
- The Walk-In (2022) - Matthew Collins
- Boiling Point (2023) - Andy
- Bodies (2023) - Mannix
- A Thousand Blows (2024-2025) - Henry «Sugar» Goodson
- Adolescence (2025) - Eddie Miller

### Videoclips
- «Turn» (1999) de Travis
- «When the Sun Goes Down» (2005) de Arctic Monkeys
- «Fluorescent Adolescent» (2007) de Arctic Monkeys
- «Soul Vampire» (2007) de The Virginmarys
- «I Remember» (2009) de Deadmau5 y Kaskade[78]
- «Unlovable» (2010) de Babybird[79]
- «You're In Love With a Psycho» (2017) de Kasabian[80]
- «Wandering Star» (2019) de Noel Gallagher's High Flying Birds
- «Spit of You» (2021) de Sam Fender[81]

## Premios y nominaciones
| Premio                            | Año  | Categoría                                      | Título              | Resultado | Ref.   |
| --------------------------------- | ---- | ---------------------------------------------- | ------------------- | --------- | ------ |
| Premios BAFTA                     | 2022 | Mejor actor                                    | Hierve              | Candidato | [ 6 ]  |
| British Academy Television Awards | 2013 | Mejor actor de reparto de televisión           | Accused             | Candidato | [ 82 ] |
| British Academy Television Awards | 2016 | Mejor actor de televisión                      | This Is England '90 | Candidato | [ 83 ] |
| British Academy Television Awards | 2019 | Mejor actor de reparto de televisión           | Save Me             | Candidato | [ 84 ] |
| British Academy Television Awards | 2020 | Mejor actor de televisión                      | The Virtues         | Candidato | [ 85 ] |
| British Academy Television Awards | 2022 | Mejor serie de drama                           | Help                | Candidato | [ 86 ] |
| British Academy Television Awards | 2022 | Mejor actor de televisión                      | Help                | Candidato | [ 87 ] |
| British Academy Television Awards | 2022 | Mejor actor de reparto                         | Time                | Candidato | [ 87 ] |
| British Independent Film Awards   | 2006 | Mejor actor de reparto                         | This Is England     | Candidato | [ 88 ] |
| British Independent Film Awards   | 2021 | Mejor actor                                    | Hierve              | Candidato | [ 89 ] |
| Premios Satellite                 | 2022 | Mejor actor de miniserie o serie de televisión | Help                | Candidato | [ 90 ] |
| Premios del Sindicato de Actores  | 2011 | Mejor reparto de televisión - Drama            | Boardwalk Empire    | Ganador   | [ 91 ] |
| Premios del Sindicato de Actores  | 2012 | Mejor reparto de televisión - Drama            | Boardwalk Empire    | Ganador   | [ 92 ] |
| Premios del Sindicato de Actores  | 2014 | Mejor reparto de televisión - Drama            | Boardwalk Empire    | Candidato | [ 93 ] |
| Premios del Sindicato de Actores  | 2015 | Mejor reparto de televisión - Drama            | Boardwalk Empire    | Candidato | [ 94 ] |
| Premios del Sindicato de Actores  | 2020 | Mejor reparto                                  | El irlandés         | Candidato | [ 95 ] |